# الظل من خارج الزمن
الظل من خارج الزمن (بالإنجليزية: The Shadow Out of Time)‏ هي رواية قصيرة لكاتب أدب الرعب الأمريكي هوارد فيليبس لافكرافت. وكتبها بين نوفمبر 1934 وفبراير 1935، ونشرت لأول مرة في عدد يونيو 1936 من قصص مذهلة (بالإنجليزية: Astounding Stories)‏.